# Хейнасоо
Хейнасоо (ест. Heinasoo) — село в Естонії, входить до складу волості Вастселійна, повіту Вирумаа.
За даними перепису 2011 року в селі проживало 29 осіб.